# Stenelmis lariversi
Stenelmis lariversi is een keversoort uit de familie beekkevers (Elmidae). De wetenschappelijke naam van de soort werd in 1999 gepubliceerd door Schmude.